# Abruzzi

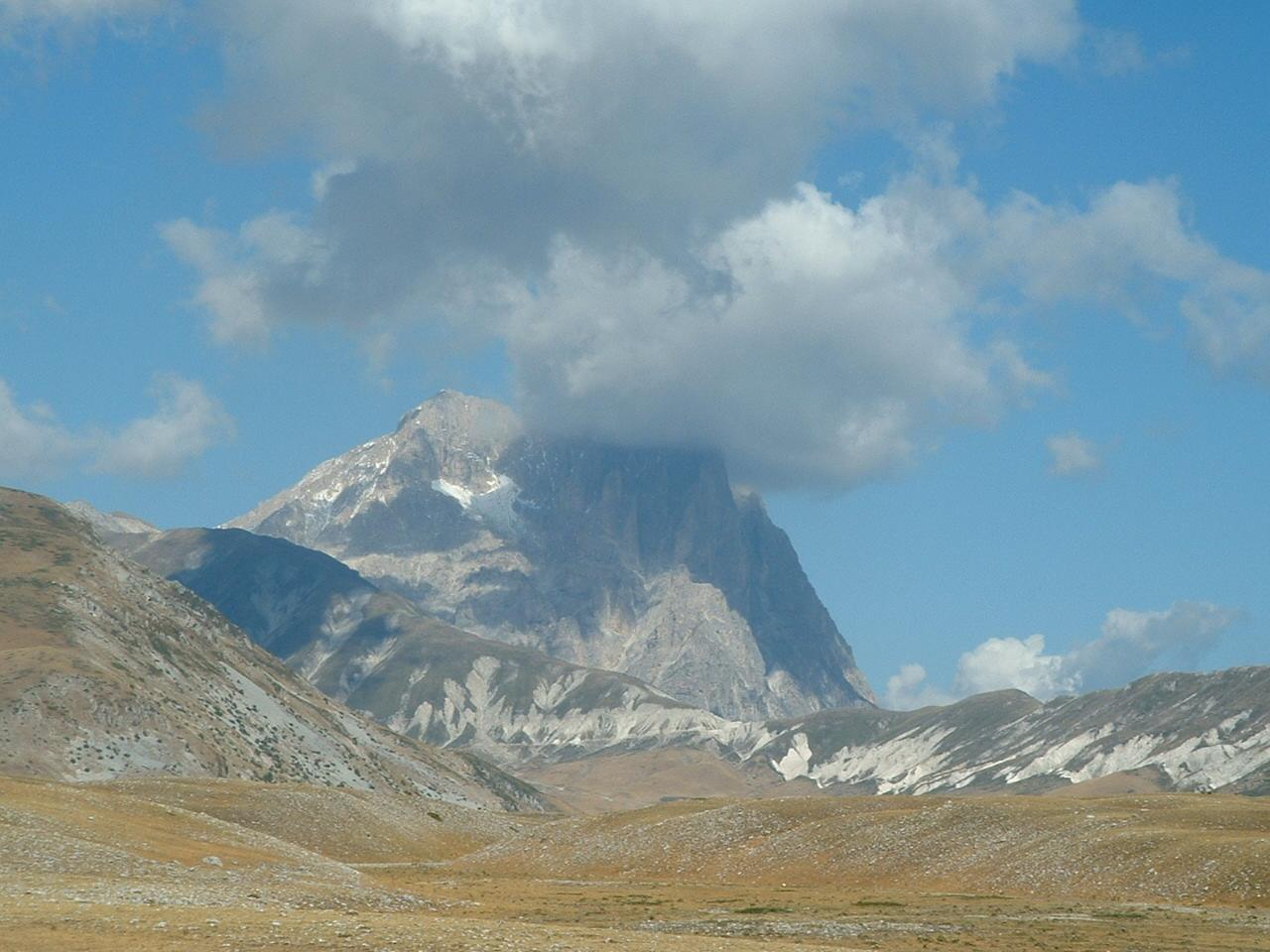
Gran Sasso în nori

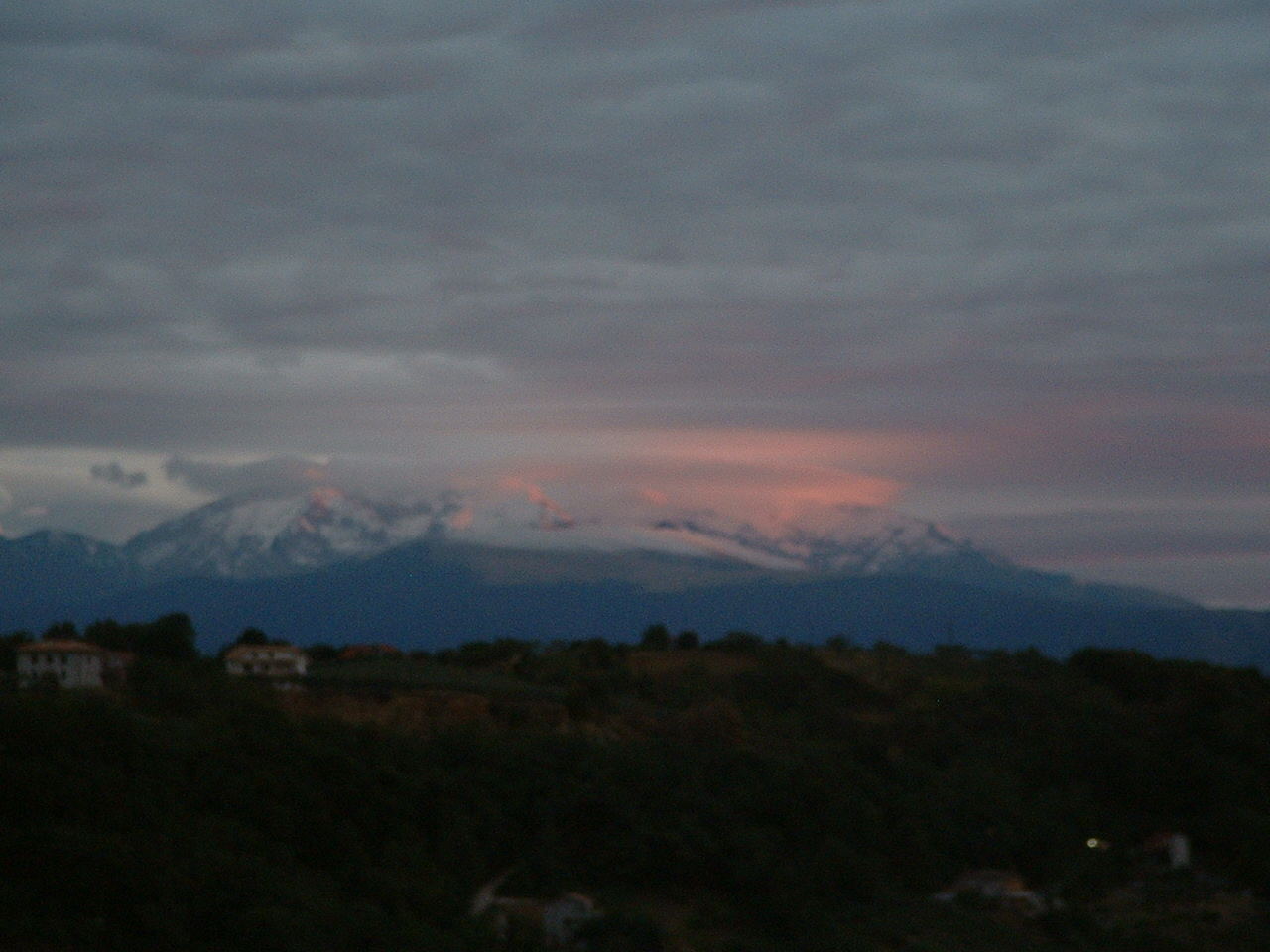
Maiella în amurg

Abruzzi sunt munți în centrul Italiei, în lanțul Apeninilor. Altitudinea maximă 2 914 m (vîrful Corno, în masivul Gran Sasso d'Italia). Sînt constituiți din calcare și au numeroase forme carstice.
Acest articol conține text din Dicționarul enciclopedic român (1962-1966), aflat acum în domeniul public.